# George Templeton
George Becton Templeton (* 11. November 1906 in Mount Vernon, Texas; † 26. August 1980 in Los Angeles, Kalifornien) war ein US-amerikanischer Filmregisseur, Produzent, Regieassistent und Produktionsmanager, der 1946 für den Kurzfilm The Little Witch und 1947 für den Kurzfilm College Queen für einen Oscar nominiert war.

## Leben
Templeton, der die University of Southern California besuchte, wo er im Freshman Football Team von John Wayne war, das 1928 die PCC Championships gewann und 1930 die Rose Bowl, startete seine Karriere im Film als Schauspieler in kleineren Rollen. So spielte er 1930 in seinem ersten Film Her Man einen Raufbruder und in seinem zweiten Film von 1931 Seas Beneath einen Marine-Reservisten. Im Jahr 1936 arbeitete er in dem Harold-Lloyd-Film Ausgerechnet Weltmeister als Regieassistent, ebenso wie im darauffolgenden Jahr in dem Abenteuerfilm Scotland Yard greift ein!, wo er dem Regisseur Louis King zuarbeitete.
Sein erster Film, bei dem er Regie führte, war der Kurzfilm Trailin’ West von 1944. Im selben Jahr assistierte er Mark Sandrich in der romantischen Komödie Here Come the Waves, in der Bing Crosby und Betty Hutton die Hauptrollen spielen. Für seinen Kurzfilm The Little Witch (1945), in dem eine Nachtclubtänzerin- und Sängerin sich in den Sohn wohlhabender Eltern verliebt, wurde Templeton in der Kategorie „Bester Kurzfilm“ (2 Filmrollen) für einen Oscar nominiert, der jedoch an Gordon Hollingshead und die Weihnachtsgeschichte Star in the Night ging. Eine erneute Oscarnominierung erhielt Templeton im darauffolgenden Jahr in derselben Kategorie für seinen Kurzfilm College Queen, musste sich jedoch erneut Hollingshead geschlagen geben, der mit dem Film A Boy and His Dog zur Auswahl stand. In College Queen sucht ein Steptänzer einer Universität seine College Queen für einen anstehenden Wettkampf und findet sie auch.
In dem 1950 entstandenen historischen Abenteuerfilm Zweikampf bei Sonnenuntergang mit Robert Preston und Robert Sterling, in dem Bruder gegen Bruder kämpft, lag die Regie bei Templeton. Für eine Folge der Westernserie Tausend Meilen Staub wurde er zusammen mit weiteren Beteiligten mit dem Western Heritage Award ausgezeichnet. Für den Western Charro! (1969) mit Elvis Presley, Ina Balin und Victor French war Templeton sowohl als Regieassistent als auch als Produzent tätig. Im Jahr 1974 beendete er seine Filmarbeit mit dem Horrorfilm Welcome to Arrow Beach von und mit Laurence Harvey.
Templeton war mit Frances Callaghan (1915–1978) verheiratet. Das Paar hatte einen Sohn (1940–2008).

## Filmografie (Auswahl)
als Regieassistent
- 1936: Ausgerechnet Weltmeister (The Milky Way)
- 1937: Scotland Yard greift ein! (Bulldog Drummond’s Revenge)
- 1940: Der Weg nach Singapur (Road to Singapore)
- 1940: Der große McGinty (The Great McGinty)
- 1940: Weihnachten im Juli (Christmas in July)
- 1941: The Night of January 16th (als Dink Templeton)
- 1942: Die Narbenhand (This Gun for Hire)
- 1944: I Love a Soldier (als Dink Templeton)
- 1944: Ministerium der Angst (Ministry of Fear)
- 1944: Here Come the Waves
- 1945: Oh, Susanne! (The Affairs of Susan)
- 1947: Mädchen für Hollywood (Variety Girl)
- 1948:Tal der Leidenschaften (Tap Roots)
- 1955: MGM Parade (Fernsehserie, 1 Folge)
- 1957: Boots and Saddles – The Obsession (Fernsehserie, 1 Folge)
- 1959–1961: Tausend Meilen Staub (Rawhide, Fernsehserie, 33 Folgen)
- 1966: Die Seaview – In geheimer Mission (Voyage to the bottom of the sea, Fernsehserie, 3 Folgen)
- 1967: The Rat Patrol (Fernsehserie, 12 Folgen)
- 1968: The Wicked Dreams of Paula Schultz (als George Dink)
- 1969: Charro! (als Dink Templeton, auch Produzent)
- 1970: Der Delta Faktor (The Delta Factor; als Dink Templeton)
- 1974: Welcome to Arrow Beach

als Regisseur * in Kurzfilmen
- 1944: Trailin’ West *
- 1945: You Hit the Spot *
- 1945: The Little Witch (auch Produzent) *
- 1946: Naughty Nanette (als George B. Templeton, auch Produzent) *
- 1946: College Queen (auch Produzent) *
- 1946: A Tale of Two Cafes (als George B. Templeton, auch Produzent) *
- 1946: Double Rhythm *
- 1950: Zweikampf bei Sonnenuntergang (The Sundowners, auch Produzent)
- 1951: Quebec
- 1958: A Gift for Heidi
- 1961, 1962: Tausend Meilen Staub (Rawhide, Fernsehserie, 8 Folgen)

Verschiedenes
- 1930: Ein Mann für sie (Her Man, als Schauspieler)
- 1931: Seas Beneath (als Schauspieler)
- 1932: Night After Night (als Schauspieler Dink Templeton)
- 1934: Der dünne Mann (The Thin Man, als Schauspieler)
- 1936: Too Many Parents (Autor der Story)
- 1936: Klondike Annie (als Schauspieler)
- 1936: Eine Prinzessin für Amerika (The Princess comes Across, als Schauspieler)
- 1937: Saturday’s Heroes (Autor der Story)
- 1942: On the Sunny Side (Adaption und Drehbuch)
- 1946: Golden Slippers (Kurzfilm, Produzent)
- 1950: Der Tiger von Texas (High Lonesome, als Produzent)
- 1955: Treasury Men in Action – Case of the Slippery Eel (Fernsehserie, als Schauspieler)
- 1966, 1967: Die Monroes (Fernsehserie, 13 Folgen; als Produktionsleiter)
- 1970: Abgerechnet wird zum Schluss (The Ballad of Cable Hogue; als Produktionsleiter Dink Templeton)
- 1970: Der Delta Faktor (The Delta Factor; als Produktionsmanager Dink Templeton)

## Auszeichnungen
- 1946: Oscarnominierung für The Little Witch
- 1947: Oscarnominierung für College Queen
- 1962: Western Heritage Awards Gewinner des Bronze Wrangler für die Folge The Sendoff der fiktionalen Fernsehserie Rawhide
zusammen mit Endre Bohem, John Dunkel, Sheb Wooley, Paul Brinegar, Eric Fleming, Clint Eastwood, Darren McGavin